# Șăulița, Mureș
Șăulița este un sat în comuna Miheșu de Câmpie din județul Mureș, Transilvania, România.

## Fotogalerie

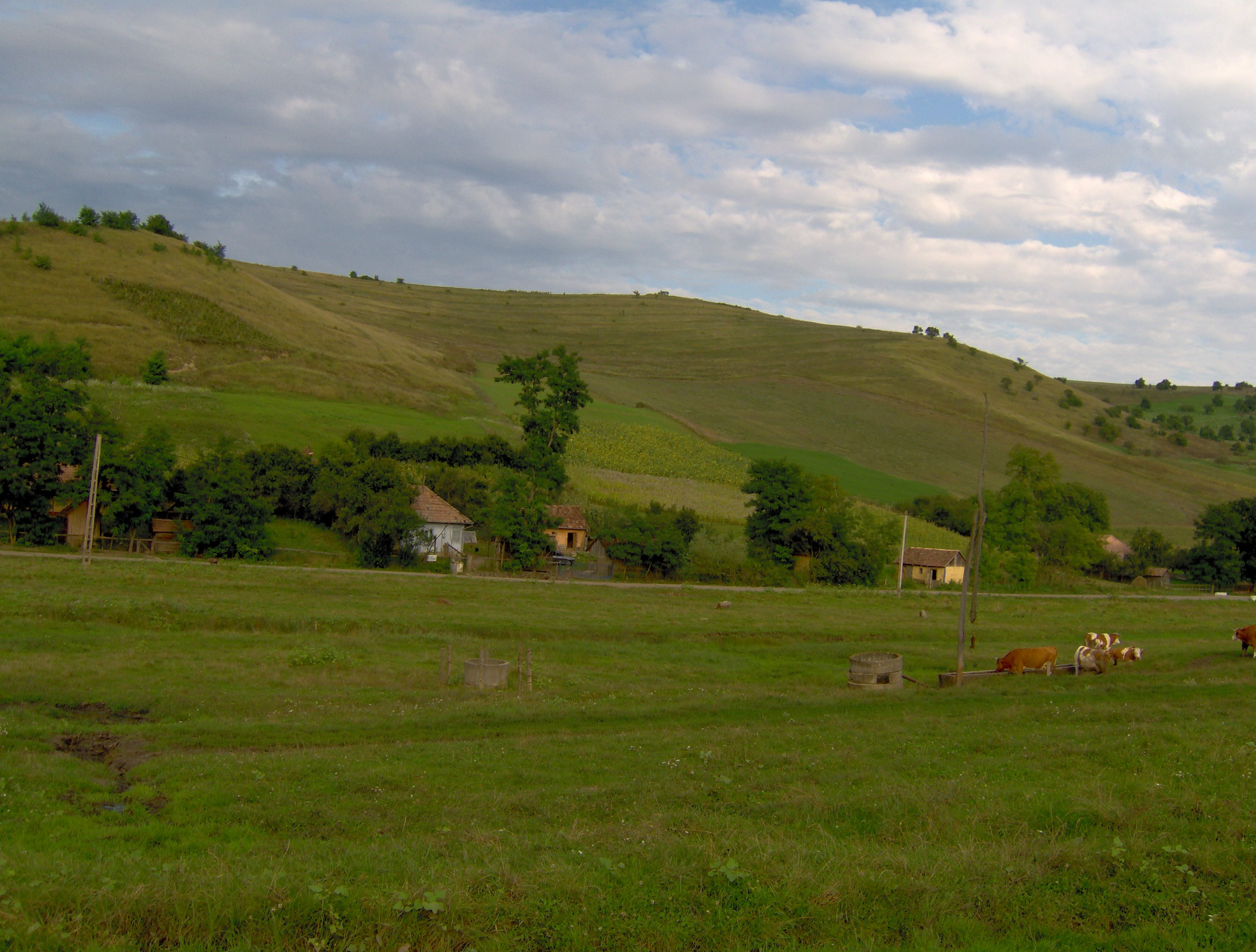
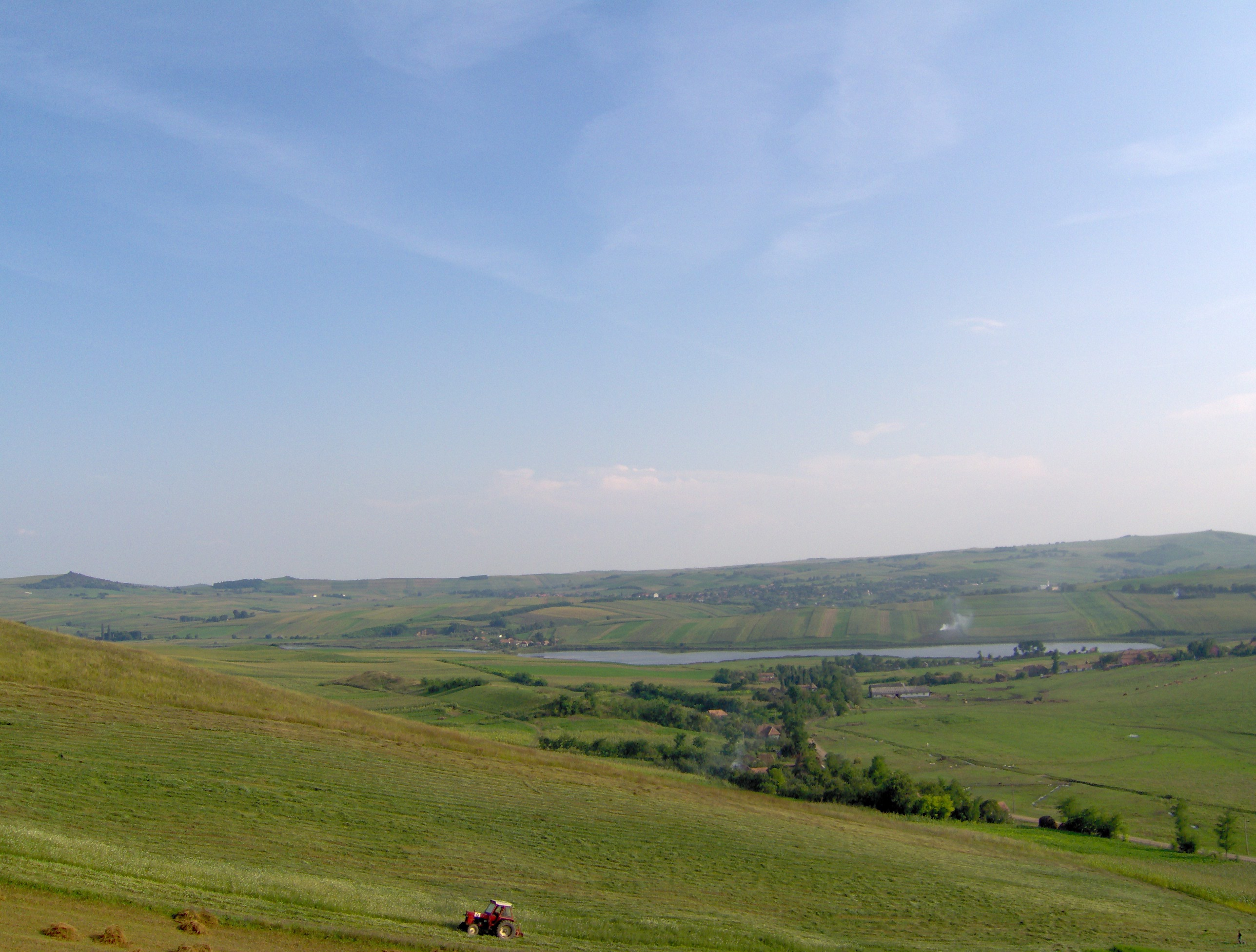